# Destroyer (band)
Destroyer is een Canadese indieband die in 1995 werd opgericht in Vancouver. Destroyer begon als een soloproject van Dan Bejar, van The New Pornographers. Nadat hijzelf het eerste album had geproduceerd, groeide het project uit tot een band.

## Discografie
- We'll Build Them a Golden Bridge (1996)
- Ideas for Songs (1997)
- City of Daughters (1998)
- Thief (2000)
- Streethawk: A Seduction (2001)
- This Night (2002)
- Your Blues (2004)
- Notorious Lightning & Other Works (ep, 2005)
- Destroyer's Rubies (2006)
- Trouble in Dreams (2008)
- Bay of Pigs (ep, 2009)
- Archer on the Beach (ep, 2010)
- Kaputt (2011)
- Poison Season (2015)
- Ken (2017)